# Modestas Paulauskas
Modestas Juozapas Paulauskas (Kretinga, 19 marzo 1945) è un ex cestista e allenatore di pallacanestro sovietico, dal 1990 lituano.

## Carriera
Ha militato per l'intera carriera nello Zalgiris di Kaunas. Nella Nazionale di pallacanestro dell'Unione Sovietica vinse la medaglia d'oro alle Olimpiadi di Monaco di Baviera del 1972 in una famosa finale contro gli Stati Uniti d'America.

## Palmarès
- FIBA World Cup All-Tournament Teams: 2

1967, 1970